# Bonaparte arringa i soldati prima della battaglia delle Piramidi
Bonaparte arringa i soldati prima della battaglia delle Piramidi, anche noto con il titolo Battaglia delle Piramidi (La bataille des Pyramides), è un quadro di storia dell'artista francese Antoine-Jean Gros, dipinto nel 1810. Ritrae la battaglia delle piramidi del 21 luglio del 1798, un episodio dell'invasione francese dell'Egitto. Si tratta di uno dei vari dipinti di Gros che ritraggono Napoleone.

## Storia
L'opera venne commissionata dal senato francese nel 1809 e venne esposta al Salone di Parigi del 1810. Lo stesso anno Gros espose anche Napoleone accetta la capitolazione di Madrid. Oggi l'opera fa parte delle collezioni della reggia di Versailles.

## Descrizione
Il quadro illustra l'arringa con la quale Napoleone Bonaparte avrebbe esortato i suoi soldati alla vigilia della battaglia delle piramidi, esclamando, secondo la leggenda, la frase seguente: "Soldati! Quaranta secoli vi guardan dall'alto di queste piramidi."
Il generale si trova al centro del quadro, in sella a un cavallo bianco, e mostra ai soldati, tramite un gesto della mano, le piramidi di Giza che sono raffigurate sullo sfondo. Nella parte sinistra del quadro si trova il reparto di cavalleria dell'esercito francese, e accanto al generale si trova, in sella a un cavallo marrone, il maresciallo Gioacchino Murat. Sono anche presenti i capitani Géraud Duroc, Józef Sułkowski, Louis Alexandre Berthier, Jean-Andoche Junot e il giovane Eugenio di Beauharnais. Nella parte destra, invece, si trovano Louis Charles Antoine Desaix, Antoine-Guillaume Rampon, Henri Gatien Bertrand e Antoine Charles Louis de Lasalle. In basso a sinistra si trova una famiglia egiziana, composta da un vecchio padre che si regge ai suoi due figli.
In basso al centro si trovano tre guerrieri feriti (secondo il catalogo del Salone del 1810 sono un egiziano, un moro e un etiope), due dei quali sembrano implorare la clemenza del condottiero, mentre il soldato nero giace senza vita sulle loro gambe, con lo scudo ancora legato al suo braccio sinistro.